# KWrite
KWrite – lekki edytor zawarty w KDE. Program używa interfejsu KTextEditor, dzięki czemu użytkownik może zdecydować, z których komponentów chce korzystać. KWrite jest częścią Kate i znajduje się w kdebase.

## Funkcje programu
- Eksport do HTML
- Zaznaczanie blokowe
- Podświetlanie składni
- Zakładki
- Wybór kodowania
- Wybór znaku, jakim ma być opisywana nowa linia (\n, \r\n lub \r)